# Wilson (village), New York
Wilson är en ort med status som by (village) i Niagara County i delstaten New York, USA.
Den ligger i kommunen Wilson.